# Diaphoroserica mashona
Diaphoroserica mashona är en skalbaggsart som beskrevs av Louis Albert Péringuey 1904. Diaphoroserica mashona ingår i släktet Diaphoroserica och familjen Melolonthidae. Inga underarter finns listade i Catalogue of Life.